# Henrik porosz királyi herceg (1862–1929)
Henrik porosz királyi herceg (németül: Prinz Heinrich von Preußen, teljes nevén Albert Wilhelm Heinrich; Potsdam, 1862. augusztus 14. – Gut Hemmelmark, 1929. április 20.) porosz királyi és német császári herceg, a Német Császári Haditengerészet főtengernagya.

## Élete

### Származása és gyermekkora
Henrik porosz királyi herceg 1862. augusztus 14-én jött világra a potsdami Neues Palais-ban III. Frigyes német császár (1831–1888) és Viktória brit királyi hercegnő (1840–1901) harmadik gyermekeként, egyben második fiaként. Édesapja még csupán trónörökösi rangban volt születésekor, a porosz királyi címet a hercegnő nagyapja viselte. Édesanyja a brit királyi családól származott; Viktória brit királynő legidősebb leánya volt. E rokoni szál révén a brit uralkodónő jelentős befolyást gyakorolt gyermekeire és unokáira egyaránt.
A herceg idősebb testvéreihez hasonlóan kiskorától fogva sok gondot okozott szüleinek, elsősorban édesanyjának. Idősebb testvéreihez hasonlóan ő is támogatta Otto von Bismarck politikáját és nézeteit, szembekerülve liberális szüleivel. Édesanyja így írt egyik levelében az újszülött hercegről: „Biztos vagyok benne, hogy szeretni fogod ezt a szegény gyermeket. Igen csúf, de erről nem tehet, nem igazán ostoba és igen szórakoztató tud lenni.” Az anya a későbbiekben sokat panaszkodott fia lustaságára és arra, hogy soha nem figyel oda a tanórákon. Henrik herceg már kisgyermekként rajongott a haditengerészetért, így kasseli gimnáziumi évei után tizenöt évesen csatlakozott a porosz haditengerészethez. Tengerésszé képzése magában foglalt egy 1878–1880 közötti világ körüli utat, amelynek végén 1880. október 1-jén sikeresen letette a tengerésztiszti vizsgát. A világ körüli utazásról később Des Prinzen Heinrich von Preußen Weltumseglung címmel riport is készült a fiatalabb korosztály számára. Később, 1884–1886 között a porosz herceg a szolgálati szünidőket kihasználva elvégezte a haditengerészeti akadémiát is.

### Tengerészeti pályafutása
A német trónörökös fiaként és az uralkodócsalád tagjaként Henrik herceg gyorsan emelkedett a ranglétrán: 1887-ben egy torpedónaszádot és emellett az első torpedónaszád-hadosztályt irányította, egy évvel később az SMY Hohenzollern császári jacht kapitányságát vette át, míg 1889–1896 között a másodosztályú SMS Irene cirkálót, az SMS Beowulf páncélozott hajót és az SMS Sachsen és SMS Wörth csatahajókat vezényelte. 

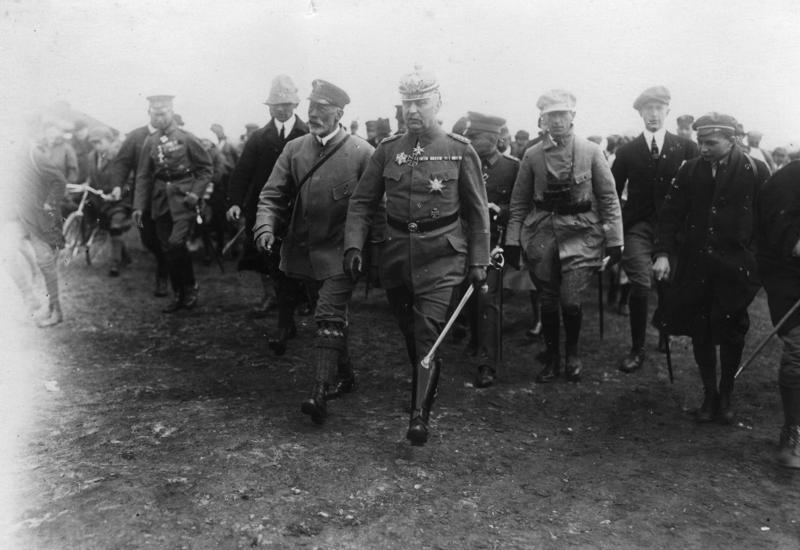
Henrik porosz királyi herceg és Erich Ludendorff (1926)

1897-től fogva a porosz hercegre többféle haditengerészeti posztot osztottak, többek között számos hajórajt vezetett. Ezek között volt egy olyan rögtönzött hajóraj is, amelyik a kelet-ázsiai német tengerészeti haderőkhöz csatlakozva 1897-ben részt vett a kínai Kiautschou-öbölben és Cingtao kikötőjében zajló hadmozdulatokban, megerősítve a térségben a német fennhatóságot. Henrik herceg sikerét inkább diplomáciai, semmint katonai eredménynek tudták be a kortársak: a herceg tárgyalt ugyanis a kínai uralkodóval, ekképpen ő lett az első európai nemesúr, akit a kínai császári udvar fogadott. Részben e sikerének tudható be, hogy a herceg 1899-ben a Kelet-ázsiai Hajóraj parancsnoka lett, ezt követően egy hadihajó-rajé, majd végül 1903-ban az északi-tengeri haditengerészeti támaszponté. 1906–1909 között a nemzetközi vizeken szolgálatot teljesítő német flotta élére nevezték ki. 1909. szeptember 4-én léptették elő hivatalosan is a német haditengerészet egyik tengernagyává.
Az első világháború kitörését követően a porosz herceget a balti-tengeri  főparancsnokává nevezték ki. Annak ellenére, hogy lehetőségei jóval szerényebbek voltak a balti-tengeri orosz flottáéhoz képest, a herceg sikeresen védekezett az orosz haditengerészettel szemben, megakadályozva támadásukat a német partvonal ellen. 1917-ben az oroszok kilépésével a herceg feladata véget ért, emiatt feladta az aktív szolgálatot. A haditengerészet kötelékeiből csak egy évvel később, a német köztársaság kikiáltásakor lépett ki.
Henrik herceg közkedveltségnek örvendett a német tengerészek körében, elsősorban közismerten nyílt és alázatos személyisége miatt. A haditengerészet iránti lelkesedését és tengerészi képességeit széles körben elismerték. A modernt technológia híveként minél több fejlesztést és technikai újítást próbált meg bevezetni a német haditengerészetbe, többek között a tengeralattjárókat és a repülőgépeket. E célból egy gőzhajót át is alakíttatott kezdetleges repülőgép-hordozóvá, és a Balti-tengeren kísérletezett vele, majd később az oroszok elleni támadásoknál is bevetette. A jachtok szerelmeseként a legendás hírű jachtklub, a Kieler Yacht-Club egyik első tagja volt. A tengerészek körében sikerrel népszerűsítette a később az ő tiszteletére Prinz-Heinrich-Mütze névre keresztelt sapkát. Ugyancsak a herceg hozta létre 1909-ben Deutschland-Schild néven a nemzetközi vizeken szolgálatot teljesítő német tengerészek labdarúgókupáját.

### Házassága és gyermekei
Henrik porosz királyi herceg anyai ágról való egyik unokatestvérét választotta jövendőbelijéül. Irén hessen–darmstadti hercegnő (1866–1953) a hesseni nagyherceg harmadik gyermekeként jött világra, és az általános vélekedés szerint nővéreinél jóval szerényebb megjelenésű volt. A porosz herceg és a hesseni hercegnő közötti rokoni kapcsolat ellenére sem a vőlegény, sem a menyasszony családja nem támasztott kifogást kettejük egybekelése ellen. Az esküvőt 1888. május 24-én tartották a német fővárosban a német császári pár jelenlétében. A fiatal pár később az észak-németországi Kiel városában rendezte be otthonát. Henrik herceg és Irén hercegnő boldog, kiegyensúlyozott kapcsolatából három gyermek született:

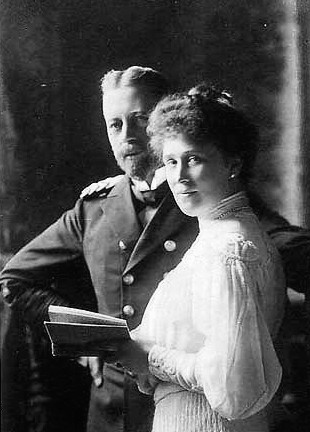
Henrik porosz királyi herceg és felesége, Irén hesseni hercegnő

- Valdemár Vilmos (1889. március 20. – 1945. május 2.), felesége Kalixta lippe–biesterfeldi hercegnő, gyermektelenül halt meg
- Zsigmond Vilmos (1896. november 27. – 1978. november 14.), felesége Sarolta Ágnes szász–altenburgi hercegnő
- Henrik Viktor (1900. január 9. – 1904. február 26.), kisgyermekként elhalálozott.

Irén hesseni hercegnő – húgához, Alekszandra Fjodorovna orosz cárnéhoz hasonlóan – örökölte édesanyjától a vérzékenységet okozó gént. A betegség eredetileg a brit királyi családból származott, innét került a dinasztikus házasságuk révén szinte valamennyi európai uralkodócsaládba. A vérzékenység fiúgyermekeken jelentkezett, többek között az orosz trónörökösön és Henrik herceg legidősebb és legkisebb fián. Henrik Viktor herceg éppen vérzékenysége következtében hunyt el mindössze négyéves korában; a betegséget örökölt bátyja életét ugyanakkor rendszeres vérátömlesztéssel meg tudták menteni.
Henrik porosz herceg és felesége nagy népszerűségnek örvendtek az észak-németországi területeken. A művészeteket pártoló herceget több neves egyetem is díszdoktorává avatta, így például 1899-ben a berlini Műszaki Egyetem, 1902-ben pedig a Harvard Egyetem. Ez utóbbi címet az Egyesült Államokba tett hivatalos látogatása során kapta, amikor is diplomáciai érzékéről tanúságot téve megnyerte magának a kezdetben kritikus amerikai sajtót és a német származású amerikai lakosság jelentős hányadát is. Henrik herceg mélységes tisztelettel viseltetett bátyja, a császár irányába, akivel mindig is jó kapcsolatot ápolt. A császár igyekezett öccsét távol tartani az államügyektől, ennek ellenére véleményét és tanácsát több ízben is kikérte. A politikában nem érdekelt Henrik herceg nem ismerte fel a német flottaépítés nemzetközi hatásait, noha egy ideig – míg unokaöccse, a trónörökös még kiskorú volt – olykor a német uralkodó „helyetteseként” is szerepelt.
A tengerészet mellett a herceg a modern sportokért is lelkesedett. Az autózás olyannyira érdekelte, hogy egyike volt az elsőknek, akik ablaktörlő fejlesztésével foglalkoztak és ezt használtak, és egyes források szerint az autódudát is. Az 1908–1911 között létező Prinz-Heinrich-Fahrt elnevezésű autóversenynek – a Formula–1 német nagydíja elődjének – ő volt a névadója, de szintén támogatta a császári automobilklubot. A repülés is foglalkoztatta, egyike volt a pilótaengedélyt szerző első német katonáknak.
1918-ban a német forradalom következményeként kikiáltották a köztársaságot, a császári család több tagja is száműzetésbe kényszerült. Henrik hercegnek és feleségének nem kellett elhagynia az országot és birtokaikat is megtarthatták. A házaspár a kieli kastélyból elköltözve az Eckernförde közelében található Gut Hemmelmarkba vonult vissza. Gut Hemmelmark kastélyát 1902-ben építették a herceg megrendelésére, Ernst von Ihne építész tervei alapján. Henrik herceg minden idejét kedvelt sportjainak szentelte: ő maga is indult autóversenyeken és vitorlásversenyeken, és tovább népszerűsítette ezeket.
Henrik porosz királyi herceg 1929. április 20-án hunyt el torokrák következtében, akárcsak édesapja. Hemmelmarki birtokán temették el. Két felnőttkort megért fia közül a fiatalabbiknak születtek utódjai, elsőszülött fia egy vérátömlesztés szövődményeibe halt bele a második világháború végén.